# ابوالفضل امیرعطایی
ابوالفضل امیرعطایی (۴ دی ۱۳۸۴ – ۵ خرداد ۱۴۰۲) معترض ۱۶ ساله ایرانی بود که در ۳۰ شهریور ۱۴۰۱ در جریان خیزش ۱۴۰۱ ایران در شهر ری با شلیک مستقیم گلوله گاز اشک‌آور به سرش توسط مأموران نظام جمهوری اسلامی مجروح شد. وی پس از حدود ۸ ماه درگذشت.
پس از اصابت گلوله به سرش از فاصله نزدیک، سمت چپ جمجمه وی متلاشی و بر اثر این جراحت ابوالفضل فلج کامل شد و مدت کوتاهی پس از اینکه از کما درآمده بود، مادرش از جان باختن فرزندش خبر داد. او طی هشت ماه چندین جراحی را پشت سر گذاشته بود. نزدیکان خانواده امیرعطایی گفته‌اند که در بیمارستان هفتم تیر از خانواده تعهد گرفته بودند که از سپاه، بسیج و نیروی انتظامی شکایت نکنند.
یک شاهد عینی به رادیوفردا گفته که شب سی شهریور در میدان نماز شهر ری، نیروهای گارد ویژه، مردم معترض را دوره کردند و از فاصله بسیار نزدیک و درحالی که معترضان در میان مأموران، گیر افتاده بودند به سوی آنها گاز اشک‌آور زدند.
خبرگزاری تسنیم، وابسته به سپاه پاسداران ادعا کرد که مصدومیت ابوالفضل امیرعطایی در جریان اعتراضات نبوده است و خانواده‌اش ادعایی در این خصوص نداشته‌اند در حالی که مادر ابوالفضل در صفحه اینستاگرام خود شلیک به پسرش را تأیید کرده است. دادستان شهر ری نیز گفت او با موتورسیکلت به منطقه دیلمان رفته بود که از پشت، «جسم سختی» به سرش برخورد کرد.